# Fístula arteriovenosa
El término fístula arteriovenosa se utiliza en medicina para designar una conexión anormal entre una arteria y una vena. Puede ser congénita si está presente desde el momento del nacimiento, quirúrgica cuando la crea de forma intencionada el cirujano, traumática cuando es la consecuencia de un traumatismo o herida penetrante que rompe simultáneamente la pared de una arteria y una vena próximas. Puede ocurrir en cualquier parte del organismo, si bien el lugar más frecuentes son las extremidades.
En circunstancias normales la sangre circula desde las arterias a los capilares y retorna al corazón a través de las venas. Cuando existe una fístula arteriovenosa, parte del flujo sanguíneo pasa directamente de la arteria a la vena sin alcanzar la circulación capilar, por lo cual la oxigenación de los tejidos afectados puede ser deficiente, sobre todo si el volumen de sangre desviada es importante y no existen otras ramas colaterales que la compensen. No debe confundirse la fístula arteriovenosa con las anastomosis arteriovenosas que forman parte de la microcirculación.

## Tipos

### Fístula de Cimino-Brescia
A  los enfermos de insuficiencia renal que precisan someterse a hemodiálisis, se les realiza de forma intencionada una fístula arteriovenosa entre una vena y una arteria cercanas del brazo.  Mediante este procedimiento  se consigue que la vena sea más ancha, lo cual facilita la inserción de agujas, disminuye las probabilidades de  que esta se oblitere por coagulación y permite que el flujo de sangre que se desvía a la máquina de hemodiálisis sea más alto. Estas pequeñas fístulas generalmente no causan trastornos cardíacos y se pueden cerrar fácilmente cuando dejan de ser necesarias. El método fue inventado por los médicos Cimino y Brescia en 1966 y se utiliza actualmente de forma generalizada en las unidades de hemodiálisis.

### Fístula arteriovenosa pulmonar
Las fístulas arteriovenosas pulmonares son malformaciones vasculares poco frecuentes, pues solamente se producen en 1 persona de cada 35.000, generalmente están presentes desde el momento del nacimiento y consisten en la comunicaciones entre una arteria y una vena pulmonar, por lo que existe una desviación de la sangre desde la arteria a la vena o shunt. Pueden ser únicas o múltiples y causar diversos síntomas, entre ellos sensación de asfixia, palpitaciones o embolia paradójica. Una de las causas más frecuentes de fístula arteriovenosa pulmonar es la enfermedad de Rendu-Osler-Weber.

### Fístula arteriovenosa de las extremidades
Las fístulas arteriovenosas de las extremidades pueden estar presentes desde el nacimiento, pero más frecuentemente se producen como consecuencia de traumatismos, heridas penetrantes sobre todo las que están ocasionadas por armas de fuego o como complicación de  maniobras quirúrgicas.  El mecanismo que explica su formación es la lesión simultánea de una arteria y vena próximas, lo cual facilita su comunicación.
A veces se detectan fácilmente por simple inspección, observándose un saco pulsátil superficial en brazo o pierna, en otras ocasiones puede ser necesario realizar una arteriografía para detectarlas.
Si el volumen de sangre que penetra en el sistema venoso es muy alto, pueden producirse síntomas generales que a veces son graves, como insuficiencia cardiaca. Esta circunstancia no ocurre en el caso de pequeñas fístulas, las cuales no tienen ninguna repercusión.

### Otras fístulas arteriovenosas
El número de posibles localizaciones de las fístulas arteriovenosas en el organismo es muy elevado, se debe mencionar por su potencial gravedad las situadas en el cerebro que suelen ser congénitas y ocasionan hemorragias cerebrales en caso de rotura y las renales que a veces se desarrollan como una complicación tras una intervención quirúrgica sobre este órgano.
Cuando la fístula arteriovenosa comunica dos vasos sanguíneos importantes como la arteria aorta y la vena cava superior o inferior, circunstancia que suele ocurrir cuando existe un aneurisma de aorta, las repercusiones pueden ser muy graves.

## Cultura popular
En la película  Fantastic Voyage  (1966) del director Richard Fleischer, se narra la fantástica historia de un submarino miniaturizado que debe circular por el cuerpo humano para destruir un hematoma situado en el cerebro. La ruta prevista se ve alterada por la presencia de un torbellino ocasionado por una fístula arteriovenosa, lo que obliga a la tripulación a alterar el recorrido y pasar por el corazón y los pulmones.
Basándose en la película, Isaac Asimov escribió una novela homónima con el mismo argumento y describe una fístula arteriovenosa contemplada desde el interior del vaso sanguíneo:

Haciendo un esfuerzo, Grant levantó la cabeza y miró por la ventanilla. La lesionada pared arterial terminaba delante de ellos. Cesó el amarillo resplandor y apareció una abertura negra y de bordes irregulares. Extendíase hacia arriba y hacia abajo cuanto podía alcanzar su limitada visión, y los glóbulos rojos, así como los demás objetos, desaparecían en su interior. Incluso las ocasionales y terroríficas células blancas eran absorbidas rápidamente a través del orificio.

.